# Portland Timbers 2
I Portland Timbers 2 sono un club calcistico statunitense di Portland (Oregon). Fondato nel 2014, è la squadra riserve della franchigia dei Portland Timbers.
Attualmente partecipa alla MLS Next Pro, lega riserve della Major League Soccer, al terzo gradino della piramide calcistica statunitense.